# Eleição municipal de Patos em 2016
A eleição municipal da cidade brasileira de Patos ocorreu em 2 de outubro de 2016 para eleger um prefeito, um vice-prefeito e 17 vereadores para a administração da cidade. Dinaldinho, do PSDB, recebeu 26.840 votos (51,94%), contra 21.740 de seu principal adversário, Nabor Wanderley (PMDB) - a candidatura deste último chegou a ser impugnada pela Justiça Eleitoral, sob a alegação de que suas contas não foram aprovadas pelo TCE, mas foi liberada pelo TRE a uma semana do pleito.
As convenções partidárias para a escolha dos candidatos ocorreram entre 20 de julho e 5 de agosto.
Segundo a lei eleitoral em vigor, o sistema de dois turnos - caso o candidato mais votado recebesse menos de 50% +1 dos votos - está disponível apenas em cidades com mais de 200 mil eleitores. Nas cidades onde houver segundo turno, a propaganda eleitoral gratuita voltará a ser exibida em 15 de outubro e terminará em 28 de outubro.

## Candidaturas
| Candidatos             | Candidatos à vice         | Número eleitoral | Coligação                                                                                                 | Tempo de horário eleitoral |
| ---------------------- | ------------------------- | ---------------- | --- | -------------------------- |
| Lenildo Morais (PT)    | Nilton Dantas (PRP)       | 13               | "Patos Para Vencer e Crescer" (PT, PRP)                                                                   |                            |
| Nabor Wanderley (PMDB) | Zé Lacerda (PSB)          | 15               | "Patos pra Frente com o Povo" (PMDB, PSB, PCdoB, PTB, PR, PDT, PP, PROS, PSDC, PSD, PMB, PV, PTdoB, PRTB) |                            |
| Professor Jacob (REDE) | Professor Delzymar (REDE) | 18               | REDE (sem coligação)                                                                                      |                            |
| Dinaldinho (PSDB)      | Bonifácio Rocha (PPS)     | 45               | "Patos tem Jeito" (PSDB, PPS, PRB, SD, PSC, PHS, PTC, PSL, PPS, DEM, PMN, PTN)                            |                            |
| Silvano Morais (PSOL)  | Professor Aluce (PSOL)    | 50               | PSOL (sem coligação)                                                                                      |                            |

## Coligações proporcionais
| Coligação                   | Partidos                      |
| --------------------------- | ----------------------------- |
| Patos Para Vencer e Crescer | PT e PRP                      |
| Pra Frente com Patos        | PMDB, PSB, PCdoB e PTB        |
| Chapão                      | PV, PRTB e PTdoB              |
| Chapão Progressista         | PP, PDT e PSDC                |
| Patos tem Jeito 1           | DEM, PPS, PSC, PTC, PHS e PSL |
| Patos tem Jeito 2           | PSDB, SD e PRB                |
| Patos Merece a Verdade      | PTN e PMN                     |
| Sem coligação               | PROS, PSD, PMB, REDE e PSOL   |

## Resultados

### Primeiro Turno[7]
| Candidato(a)           | Vice                      | 1º Turno 2 de outubro de 2016 | 1º Turno 2 de outubro de 2016 |
| Candidato(a)           | Vice                      | Votação                       | Votação                       |
| Porcentagem            | Total                     | Porcentagem                   | Total                         |
| ---------------------- | ------------------------- | ----------------------------- | ----------------------------- |
| Dinaldinho (PSDB)      | Bonifácio Rocha (PPS)     | 51,94%                        | 26.840                        |
| Nabor Wanderley (PMDB) | Zé Lacerda (PSB)          | 42,07%                        | 21.740                        |
| Lenildo Morais (PT)    | Nilton Dantas (PRP)       | 2,66%                         | 1.372                         |
| Professor Jacob (REDE) | Professor Delzymar (REDE) | 2,20%                         | 1.135                         |
| Silvano Morais (PSOL)  | Professor Aluce (PSOL)    | 1,14%                         | 587                           |
| Votos em branco        | Votos em branco           |                               | 1.198                         |
| Votos nulos            | Votos nulos               |                               | 2.844                         |
| Total                  | Total                     |                               | 55.716                        |
| Abstenções             | Abstenções                |                               | 5.328                         |
| Votos apurados         | Votos apurados            | 100,00 %                      | 61.044                        |
| Total de eleitores     | Total de eleitores        |                               | 61.044                        |

## Vereadores eleitos
| Candidato eleito       | Partido | Votação | Porcentagem | Cidade onde nasceu | Unidade federativa |
| Diogo Medeiros         | PSB     | 1.676   | 3,22%       | Patos              | Paraíba            |
| Nadir                  | PMDB    | 1.609   | 3,09%       | João Pessoa        | Paraíba            |
| Edjane Araújo          | PRTB    | 1.374   | 2,64%       | Patos              | Paraíba            |
| Lucinha do PCdoB       | PCdoB   | 1.207   | 2,32%       | Patos              | Paraíba            |
| Sales Júnior           | PDT     | 1.207   | 2,32%       | Patos              | Paraíba            |
| Jefferson Melquíades   | PRB     | 1.181   | 2,27%       | Patos              | Paraíba            |
| Fátima Bocão           | PMDB    | 1.176   | 2,26%       | Patos              | Paraíba            |
| Dr. Ivanes             | PMDB    | 1.144   | 2,20%       | Conceição          | Paraíba            |
| Tide Eduardo           | PMDB    | 1.074   | 2,06%       | Malta              | Paraíba            |
| Gordo da Sucata        | PV      | 1.024   | 1,97%       | Patos              | Paraíba            |
| Ramon de Chica Pantera | PTN     | 992     | 1,91%       | Patos              | Paraíba            |
| Toinho Nascimento      | PSDB    | 918     | 1,76%       | Patos              | Paraíba            |
| Goia                   | PV      | 816     | 1,57%       | Patos              | Paraíba            |
| Dito                   | PTN     | 795     | 1,53%       | Patos              | Paraíba            |
| Ferré Maxixe           | DEM     | 741     | 1,42%       | Várzea             | Paraíba            |
| Suélio Caetano         | PTN     | 641     | 1,23%       | Patos              | Paraíba            |
| Capitão Hugo           | PTN     | 583     | 1,12%       | Princesa Isabel    | Paraíba            |